# Сурка (приток Линтовки)
Сурка (Сура) — река в России, протекает в Гаринском городском округе Свердловской области. Левый приток Линтовки.

## География
Река берёт начало в восточнее посёлка городского типа Гари. Течёт на северо-восток через елово-берёзовые леса. Устье реки находится в 53 км по левому берегу реки Линтовки. Длина реки составляет 15 км.

## Данные водного реестра
По данным государственного водного реестра России относится к Иртышскому бассейновому округу, водохозяйственный участок реки — Тавда от истока и до устья, без реки Сосьва от истока до водомерного поста у деревни Морозково, речной подбассейн реки — Тобол. Речной бассейн реки — Иртыш.
Код объекта в государственном водном реестре — 14010502512111200011499.